# Pufești, Vrancea
Pufești este satul de reședință al comunei cu același nume din județul Vrancea, Moldova, România.